# Zborul 171 al Air India
Zborul 171 al Air India a fost un zbor internațional de pasageri programat, operat de la Aeroportul Internațional Sardar Vallabhbhai Patel din Ahmedabad, India, către Aeroportul Gatwick din Londra, Regatul Unit. La data de 12 iunie 2025, aeronava s-a prăbușit la scurt timp după decolare, în cartierul Meghaninagar din Ahmedabad, chiar în afara perimetrului aeroportului.
Aeronava, un Boeing 787-8 Dreamliner, transporta 230 de pasageri și 12 membri ai echipajului, conform autorităților.
Accidentul a declanșat un răspuns de urgență la scară largă, fiind mobilizate mai multe unități de pompieri și salvatori.
Biroul de Investigații pentru Accidente Aeriene (AAIB) din India a lansat o anchetă pentru a determina cauza accidentului. Acesta a fost primul accident major cu distrugerea completă a unui Boeing 787 de la introducerea acestui model în 2011, precum și primul accident cu pierdere totală pentru Air India de la atentatul cu bombă asupra zborului 182 în 1985.